# Raymundo Rodríguez
Raymundo Rodríguez González (15 d'abril de 1905 - ?) fou un futbolista mexicà.

## Selecció de Mèxic
Va formar part de l'equip mexicà a la Copa del Món de 1930.